# Pandemia de COVID-19 en Ucrania
Este artículo documenta los impactos de la pandemia de COVID-19 en Ucrania y puede no incluir todas las principales respuestas y medidas contemporáneas.
Hasta el 21 de febrero de 2022, se contabiliza la cifra de 4,734,333 casos confirmados 104,645 fallecidos y 3,952,363 pacientes recuperados del virus.

## Evolución
El 27 de enero, la SkyUp, una compañía aérea de bajo coste de Ucrania, anunció que había suspendido los vuelos hacia Sanya (China) hasta el mes de marzo.
El 4 de febrero, la compañía aérea Ukraine International Airlines suspendió todos los vuelos fletados hacia el Aeropuerto Internacional de Sanya Phoenix. Inicialmente, la suspensión duraría hasta 24 de febrero, aunque la compañía no indicó si los vuelos retornarían. El 24 de febrero, el Aeropuerto Internacional de Boryspil de Kiev necesitaba implementar registros de imagen térmica para los viajeros procedentes de Italia, pero los equipos o no tenían equipamientos suficientes o ignoraron el protocolo.
El 3 de marzo, Ucrania confirmó el primer caso de coronavirus, un hombre que había viajado de Italia hacia Rumanía en avión y, desde allí, en coche a Ucrania. El 12 de marzo, 2 casos más de coronavírus fueron confirmados. El diagnóstico hablaba de un hombre del óblast de  Chernivtsi, cuya esposa había viajado recientemente a Italia, y de una mujer del óblast de Zhytomyr, que había retornado de Polonia el 1º de marzo. Esta mujer, sin embargo, falleció el 13 de marzo.
El 1 de junio, se reabrieron las conexiones ferroviarias entre varias ciudades ucranianas. Los vuelos nacionales se reanudaron el 5 de junio, junto con la reapertura de restaurantes, cafeterías y establecimientos religiosos.
Los vuelos internacionales se reanudaron el 15 de junio, sin embargo, a partir de esta fecha, los ucranianos solo podían viajar a Albania, Bielorrusia, el Reino Unido, los Estados Unidos y Turquía.

## Estadísticas

### Casos por regiones y ciudades
| Cherkasy        | 163 768   | 2973    | 144 532   |
| Chernígov       | 126 202   | 2751    | 109 481   |
| Chernivtsí      | 150 465   | 3290    | 132 494   |
| Dnipropetrovsk  | 303 551   | 9454    | 251 893   |
| Donetsk         | 216 052   | 5607    | 186 858   |
| Ivano-Frankivsk | 181 629   | 3476    | 152 613   |
| Járkov          | 305 661   | 6858    | 260 482   |
| Jersón          | 107 686   | 2881    | 82 359    |
| Jmelnytsky      | 201 270   | 3703    | 172 445   |
| Kirovogrado     | 45 117    | 1741    | 35 578    |
| Kiev            | 226 220   | 5019    | 199 254   |
| Lugansk         | 80 033    | 2392    | 66 135    |
| Leópolis        | 303 357   | 6569    | 242 370   |
| Nicolaiev       | 146 174   | 3530    | 122 890   |
| Odesa           | 325 462   | 5917    | 247 315   |
| Poltava         | 179 994   | 4181    | 154 064   |
| Rivne           | 171 031   | 2530    | 158 723   |
| Sumy            | 182 268   | 3208    | 156 383   |
| Ternópil        | 146 363   | 2391    | 122 594   |
| Transcarpacia   | 112 462   | 2724    | 93 617    |
| Volinia         | 132 045   | 2394    | 118 265   |
| Vínnytsia       | 149 845   | 3546    | 127 411   |
| Zaporiyia       | 215 070   | 5866    | 184 996   |
| Zhitómir        | 192 801   | 3538    | 166 382   |
| Ciudad de Kiev  | 445 098   | 8966    | 368 886   |
| Ucrania         | 4 809 624 | 105 505 | 4 058 020 |